# Сан Хва Квон
Сан Квон (англ. Sun-Hwa Kwon) — персонажка і одна з головних героїв телесеріалу Загублені у виконанні Юнджин Кім. до шлюбу Пайк. Більш відома як Сан. Вперше з'являється на екрані у пілотній серії. Сан одружена з Джином Квоном. В ході серіалу була одного разу викрадена Чарлі, щоб відвернути увагу Локка. Сам Чарлі в цьому зізнався тільки в кінці третього сезону. Сун, як і її чоловік Джин, загинула в серії «Кандидат».

## Біографія

### До авіакатастрофи
Сан народилася в могутній сім'ї Пайк. У дитинстві вчилася грати на піаніно. Мала звичку в усьому, що накоїла, звинувачувати покоївок, щоб уникати покарань. Пізніше проходила навчання в Сеульському Національному Університеті. Коли вона повертається, мати, незадоволена, що Сан все ще не знайшла чоловіка, влаштовує їй зустріч з потенційним нареченим, Джаєм. Вони зустрічаються до тих пір, поки він говорить Сан, що має намір одружитися з американкою (а її бажає використовувати як прикриття, щоб зберегти відносини з американкою в таємниці від батьків). Засмучена Сан іде, а пізніше випадково натикається на Джина. Після весілля мати Джина шантажує Сан — якщо Сан не дасть їй велику суму грошей, вона розкаже всім, що Джин син рибалки та повії. Сан просить грошей у батька. Той здогадується, що вони для Джина, і говорить дочці, що Джин повинен повернути борг, попрацювавши прямо на нього. З часом Сан розуміє, що робота Джина якимось чином пов'язана з мафією. Вона і Джин віддаляються одне від одного. Сан вирішує втекти від Джина і для цього починає брати уроки англійської у Лі Джая, чиє весілля з американкою не вдалося.
Кілька уроків потому стосунки Сан і Лі перетворюються в любовні: одного разу батько Сан, Містер Век, знаходить їх у ліжку. Сан і Джин скоро намагаються зачати дитину, але безрезультатно. Після візиту до лікаря останній каже, що Сан не може мати дітей, через що їхні стосунки стають ще напруженішими. Проте пізніше лікар підходить до Сан і каже, що насправді не Сан, а Джин не може мати дітей. Він каже, що збрехав, бо боявся втратити роботу. Пізніше Сан засмучується, почувши про смерть Лі Джея і приходить на похорон. Містер Век на питання Сан, чи скаже він Джину про її любовний зв'язок, відповідає, що це не його справа. Коли Джин і Сан планують продати будинок, щоб переїхати у Сідней, Сан таємно планує втекти від чоловіка в аеропорту. Її знайома дає їй підроблені документи і каже, щоб вона в 11:15 сідала в carpool, який чекатиме в аеропорту. Сан також дістає підроблену каліфорнійську ідентифікаційну картку.
В аеропорту Сан готується втекти і прямує до виходу. У цей момент Джин показує їй квітку, нагадуючи про те, що було у них хорошого, і Сан вирішує залишитися з чоловіком і полетіти з ним у Лос-Анджелес. У ресторані аеропорту вона бере їжу для себе і Джина. Сан засмучується через зауваження пари, що сидить недалеко і гадає, що Джин і Сан не розуміють англійської. Вона випадково перекидає каву на свого чоловіка, а пізніше разом з ним сідає в літак.

### Після авіакатастрофи
Після авіакатастрофи Джин охороняє Сан і каже їй, що вони повинні ізолювати себе від інших вцілілих. Коли уцілілі, особливо Майкл, намагаються спілкуватися з нею, Джину це не подобається. Одного разу вранці Джина наручниками приковують до уламків літака після того, як він раптово і без видимої причини нападає на Майкла. Сан намагається пояснити, що напад стався через годинник, який Майкл знайшов серед уламків і присвоїв, однак Саїд сприймає це як прохання зняти наручники (оскільки Сун звертається до нього корейською). У джунглях Сан підходить до Майкла і несподівано для нього говорить про годинник англійською і просить тримати в секреті, що вона розуміє мову. До переселення в печеру, коли Сан намагається поховати свої фальшиві ID, Майкл випадково знаходить її. Сан іде. Пізніше Сан допомагає тягнути в бік камені, які перекрили вхід у печеру, де перебував Джек. Коли у Шеннон трапляється майже смертельний напад астми, Сан просить Майкла зібрати листя евкаліпта, щоб зробити для Шеннон ліки.
У джунглях Сан створює сад. Їй допомагає Кейт, яка пізніше зауважує, що Сан говорить англійською. Сан просить Кейт не говорити про це нікому. Пізніше Сан хоче купатися в океані, але Джин відразу вдається і хоче силою відвести її. У сварку втручається Майкл. Сан дає ляпас Майклу, але пізніше вибачається. Джин починає підозрювати, що між ними щось є. Вночі того ж дня, коли хтось спалив пліт, Сан знаходить Джина з обпеченими руками. Вона запитує, чи він спалив пліт, на що той злиться. Вранці Майкл знаходить Джина та звинувачує у підпалі і б'є. Щоб зупинити Майкла, Сан доводиться при всіх заговорити з ним англійською. Після бійки Джин залишає Сан, не бажаючи говорити з нею. Коли Буна привозять до печери у критичному стані, Сан допомагає Джеку, принісши морського їжака, щоб Джек міг зробити переливання крові. Бун помирає тієї ж ночі, незважаючи на спроби Джека допомогти йому.
Пройшовши через кілька сварок і примирень, Сан і Джин змогли заново знайти одне одного. Цілющі сили Острова вилікували Джина від безпліддя, і Сан змогла завагітніти від чоловіка. Проте, коли до уцілілих приєдналася Джульєт, вони дізналися, що всі вагітні жінки тут помирають. Це стало стимулом для Сан скоріше вибратися з Острова.
Коли вцілілі дізналися, що до острова пливе корабель, Сан і Джин першими прибули туди (не рахуючи Дезмонда і Саїда). Однак при зльоті з нього тільки Сан встигла піднятися в кабіну вертольота, а Джин не зміг, оскільки допомагав Майклу знешкодити бомбу. Після безуспішних спроб зупинити бомбу Майкл говорить Джину тікати, але корабель вибухає.

### Після порятунку
Вибравшись з острова, Сан стала однією з Шістки Ошеанік. Вона народила дочку Чі Ен. Сун звинувачує у смерті чоловіка свого батька, Джека і Бена, тому залишилася в хороших відносинах тільки з Герлі. Сан знайшла Чарльза Відмора в надії, що він допоможе їй помститися. Однак Бен зміг отримати обручку Джина і цим переконати Сан, що він не загинув, а єдиний спосіб знайти його — це повернення на Острів. Сан сіла на Рейс 316, але, на відміну від решти Шістки Ошеанік, залишилася в теперішньому часі після аварії літака.

### Повернення на острів
Знову потрапивши на острів, Сан пішла з Беном до човнів, щоб відплисти на сусідній острів. Френк хотів її зупинити, вона вирубила Бена і пішла до бараків з Френком. Прийшовши на місце, вони зустріли Крістіана Шепарда. Він пояснив їй, куди потрапив її чоловік, а Локк пообіцяв, що вони обов'язково об'єднаються, якщо Сан піде за ним. На даний момент Сан загинула через те, що її затисло уламками на підводному човні Чарльза Відмора. Вона загинула разом з Джином, який рятував її до останнього.